# Världens alla slavar vakna
Världens alla slavar vakna är en kampsång skriven av Joe Hill i början av 1900-talet och översatt till svenska av Jacob Branting. Den publicerades 1969 i Joe Hills sånger: the complete Joe Hill song book redigerad av Enn Kokk med översättningar till svenska av Jacob Branting och Rune Lindström. Den engelska originaltiteln är "Workers of the world awaken". 